# Beckedorf (Seevetal)
Pour la municipalité allemande du land de Basse-Saxe, voir Beckedorf.
Beckedorf est un quartier de la commune allemande de Seevetal, dans l'arrondissement de Harbourg, Land de Basse-Saxe.

## Histoire
Beckedorf fusionne avec Seevetal en juillet 1972.

## Infrastructure
Beckedorf se trouve au sud de la Bundesautobahn 7.

## Source, notes et références
- (de) Cet article est partiellement ou en totalité issu de l’article de Wikipédia en allemand intitulé « Beckedorf (Seevetal) » (voir la liste des auteurs).